# Likijščina
Likijščina je izumrl anatolski jezik. Zaradi skromnih virov je slabo poznana. Ohranjenih je okoli 200 napisov na grobnicah in nekaj kovancev. Jezik se deli na dva dialekta: likijščino A in likijščino B.